# 1182 Ilona
Az 1182 Ilona (ideiglenes jelöléssel 1927 EA) a Naprendszer kisbolygóövében található aszteroida. Karl Wilhelm Reinmuth fedezte fel 1927. március 3-án, Heidelbergben.